# Пуха, Николай Тимофеевич
Никола́й Тимофе́евич Пу́ха (1915—1989) — советский военный. Участник Великой Отечественной войны. Герой Советского Союза (1945). Гвардии капитан.

## Биография
Николай Тимофеевич Пуха родился 20 мая 1915 года в селе Малинино Кавказского отдела Кубанской области Российской империи (ныне хутор Димитрова Тимашёвского района Краснодарского края Российской Федерации) в крестьянской семье. Украинец. Родом из кубанских казаков. По окончании семи классов школы работал в колхозе.
В 1929 году в СССР был принят первый пятилетний план развития страны. Начавшиеся процессы индустриализации требовали большого количества рабочих рук. В 1931 года по комсомольской путёвке Николай Тимофеевич уехал на Украину. В 1933 году он окончил школу фабрично-заводского ученичества в Днепропетровске. С 1934 года работал машинистом паровой турбины на Запорожском коксохимическом заводе. В 1937 году Н. Т. Пуха был призван в Рабоче-крестьянскую Красную Армию. Отслужил срочную и сверхсрочную службу. Демобилизовавшись в 1940 году в звании старшины, Николай Тимофеевич вернулся в Запорожье на прежнее место работы. В марте 1941 года его приняли в ряды ВКП(б).
Вновь в Красную Армию Н. Т. Пуха был призван Орджоникидзевским районным военкоматом города Запорожье 11 августа 1941 года. С того же времени старшина Н. Т. Пуха на Юго-Западном фронте в должности командира орудия 822-го артиллерийского полка 300-й стрелковой дивизии 38-й армии. Боевое крещение принял в боях по ликвидации немецкого плацдарма на левом берегу Днепра в районе Кременчуга. В августовских сражениях на Днепре 300-я стрелковая дивизия понесла тяжёлые потери. В начале сентября 1941 года дивизия была выведена на переформирование, однако в связи со сложной обстановкой на фронте скоро вернулась в действующую армию и участвовала в боях на шоссе Полтава — Харьков. Прикрывая отход своего полка на оборонительные рубежи на реке Чутовка, в бою у села Войновка Полтавской области расчёт старшины Н. Т. Пухи на несколько часов задержал продвижение немецко-фашистских войск, после чего благополучно отошёл на заранее подготовленные позиции. В бою за село Чутово Николай Тимофеевич при отражении четырёх контратак противника продемонстрировал образцы стойкости и мужества, а также хорошее знание артиллерийского дела. В ожесточённом бою его расчёт уничтожил 5 вражеских миномётов, 4 пулемёта и до 60 солдат и офицеров вермахта. Политруководство полка рекомендовало направить Н. Т. Пуху для дальнейшего обучения. В декабре 1941 года Николай Тимофеевич окончил краткосрочные армейские курсы младших лейтенантов и был назначен командиром огневого взвода 6-й батареи своего полка.
С декабря 1941 года по июнь 1942 года 300-я стрелковая дивизия вела оборонительные бои в Харьковской области в районе Купянска. После провала майского наступления советских войск под Харьковом дивизии пришлось отражать атаки численно превосходящих сил противника, рвавшегося к Дону. В боях у села Новый Бурлук 10-15 июня 1942 года командир огневого взвода младший лейтенант Н. Т. Пуха со своими бойцами продемонстрировал подлинный героизм. Отражая атаки немцев, артиллеристы Пухи подбили 2 танка и уничтожили пулемётную точку. Затем, прикрывая отход своего полка на новые оборонительные позиции, Николай Тимофеевич, используя рельеф местности и маскировку, грамотно организовал оборону моста через реку Сухой Бурлук, что позволяло ему в течение суток в условиях непрекращающейся бомбёжки и артиллерийско-миномётного обстрела неприятеля не допускать переправы вражеских подразделений. В ходе боя его огневой взвод уничтожил до 180 немецких солдат и офицеров и отошёл на новые рубежи по приказу командира батареи, полностью сохранив материальную часть.
С августа 1942 года младший лейтенант Н. Т. Пуха на Сталинградском фронте. Во время Сталинградской битвы 300-я стрелковая дивизия удерживала позиции на островах Зайцевском, Спорном, Песчаном, Большом и Малый Пеньковатых в русле Волги, не давая возможности противнику переправиться на левый берег реки. Артиллерия дивизии оказывала большую поддержку советским частям, оборонявшимся непосредственно в Сталинграде. Осенью 1942 года Николаю Тимофеевичу присвоили звание лейтенанта, и вскоре перевели на должность командира батареи 214-го артиллерийского полка 38-й стрелковой дивизии. С декабря 1942 года Н. Т. Пуха в составе своего подразделения воевал на Донском фронте, участвовал в операции «Кольцо», в ходе которой была ликвидирована окружённая в Сталинграде группировка немецко-фашистских войск. За отличие в боях 38-я стрелковая дивизия приказом НКО СССР № 104 от 1 марта 1943 года была преобразована в 73-ю гвардейскую стрелковую дивизию, а гвардии лейтенант Н. Т. Пуха стал командиром батареи 153-го гвардейского артиллерийского полка.
В апреле 1943 года 73-я гвардейская стрелковая дивизия в составе 64-й армии, вскоре преобразованной в 7-ю гвардейскую, была переброшена на Воронежский фронт и заняла оборонительные позиции к востоку от Белгорода. Во время Курской стратегической оборонительной операции батарея гвардии лейтенанта Н. Т. Пухи 5-6 июля 1943 года вела бой у совхоза Батрацкая Дача. Отражая атаки противника, артиллеристы Пухи подбили 2 танка, уничтожили 2 автомашины с боеприпасами, миномётную батарею, противотанковое орудие, подавили огонь миномётной батареи и шестиствольного миномёта, истребили до 180 солдат и офицеров неприятеля. Под натиском противника 7-я гвардейская армия отступила на северо-восток, но всё же сумела сдержать наступление немцев на корочинском направлении и в ходе контрудара Воронежского фронта отбросила противника на исходные позиции. 18 июля 1943 года по тактическим соображениям армия была передана Степному фронту, в составе которого участвовала в Белгородско-Харьковской операции. В августовских боях на Курской дуге Николай Тимофеевич был контужен, но быстро вернулся в строй.
В сентябре 1943 года 73-я гвардейская стрелковая дивизия в составе 7-й гвардейской и 57-й армий вела бои в Левобережной Украине. Н. Т. Пуха, получивший к этому времени звание гвардии старшего лейтенанта, со своей 2-й батареей участвовал в освобождении города Краснограда, форсировал Днепр, участвовал в боях за расширение плацдарма на правом берегу реки, получившего название Бородаевского. В период с 5 по 25 октября 1943 года его батарея прокладывала путь своей пехоте и отражала многочисленные контратаки противника в районе Бородаевских хуторов и села Томаковка Верхнеднепровского района Днепропетровской области, уничтожив при этом 3 артиллерийских орудия, 5 пулемётных точек, миномётную батарею, 2 автомашины с боеприпасами и до 50 солдат и офицеров вермахта. Когда во время одной из контратак группе немецких автоматчиков удалось просочиться в тыл батареи, Николай Тимофеевич поднял расчёты в атаку и отбросил немцев, после чего благополучно сменил огневые позиции.
В ноябре 1943 года войска 2-го Украинского фронта провели Пятихатскую операцию, в ходе которой 73-я гвардейская стрелковая дивизия вышла к реке Ингулец севернее Кривого Рога, где вела оборонительные бои до февраля 1944 года. 22 февраля дивизия в составе 57-й армии была передана 3-му Украинскому фронту. В боях в Правобережной Украине гвардии старший лейтенант Н. Т. Пуха принимал участие в освобождении районов Николаевской и Одесской областей (Березнеговато-Снигирёвская и Одесская операции), форсировал Южный Буг и Днестр. Затем сражался в Молдавии, Румынии, Болгарии и Югославии, в составе своего подразделения освобождал город Белград. Особо Николай Тимофеевич отличился в Апатин-Капошварской операции при форсировании Дуная и в боях за плацдарм на левом берегу реки.
14 ноября 1944 года с передовым стрелковым батальоном дивизии гвардии старший лейтенант Н. Т. Пуха форсировал реку Дунай у югославского села Батина. С ходу развернув орудия, артиллеристы отразили контратаку противника, тем самым оказав существенную помощь стрелковым подразделениям в закреплении плацдарма. 15 ноября немцы бросили на ликвидацию плацдарма до роты автоматчиков при поддержке двух самоходных артиллерийских установок. Подпустив противника на близкое расстояние, артиллеристы подожгли одну САУ, после чего открыли шквальный огонь по вражеской пехоте. Потеряв самоход и до 30 солдат, противник отступил на исходные позиции. В боях за расширение плацдарма на левом берегу Дуная Николай Тимофеевич находился в боевых порядках пехоты и огнём своей батареи обеспечивал её продвижение вперёд. 20 ноября немцы, ведя шквальный пулемётный огонь в районе высоты 205,0, заставили стрелковые подразделения залечь. Выдвинув орудия на прямую наводку, гвардии старший лейтенант быстро уничтожил четыре огневые точки врага, после чего под прикрытием своей батареи с двумя пушками выдвинулся на высоту и открыл шквальный огонь по контратакующей немецкой пехоте, пытавшейся восстановить прежнее положение. В ночь с 22 на 23 ноября стремительным броском Н. Т. Пуха ворвался в село Змаевац и, подавив узлы сопротивления врага, способствовал взятию населённого пункта стрелковым подразделением. При прорыве обороны немцев в ночной атаке с 25 на 26 ноября Николай Тимофеевич огнём своей батареи проложил путь пехоте, уничтожив 2 пулемётные точки и до 60 военнослужащих вермахта. Преследуя отступающего противника, он ворвался в село Каранац, где закрепился до утра. С рассветом 26 ноября немцы силой до батальона перешёл в контратаку. Проявив хладнокровие и выдержку, артиллеристы подпустили немецкие цепи на 70 метров. Одновременно связисты и разведчики батареи обошли немецкую пехоту с фланга и тыла. Шквальным огнём с нескольких сторон артиллеристы обратили немцев в бегство, уничтожив до 40 вражеских солдат. Всего за период с 14 по 27 ноября 1944 года батарея гвардии старшего лейтенанта Н. Т. Пухи уничтожили 2 САУ, 8 пулемётных точек и до 180 солдат и офицеров неприятеля, обеспечив успех стрелковых подразделений в боях за плацдарм. За образцовое выполнение боевых заданий командования на фронте борьбы с немецкими захватчиками и проявленные при этом отвагу и геройство указом Президиума Верховного Совета СССР от 24 марта 1945 года гвардии старшему лейтенанту Пухе Николаю Тимофеевичу было присвоено звание Героя Советского Союза.
Прорвав оборону противника, 73-я гвардейская стрелковая дивизия в составе 57-й армии прошла с боями около 100 километров от Дуная до линии немецкой обороны «Маргарита» на участке южнее озера Балатон, где в марте 1945 года отражала контрудар немецких и венгерских войск в ходе Балатонской оборонительной операции. Отразив наступление противника, части 3-го Украинского фронта практически без оперативной паузы начали Венскую операцию. Гвардии капитан Н. Т. Пуха участвовал во взятии венгерских городов Надьбайом и Бёхёнье, боях под Надьканижей, штурме немецких укреплений на австрийско-венгерской границе, сражался на территории Австрии. 20 апреля 1945 года его отозвали с фронта и направили в Ленинградскую высшую артиллерийскую школу, которую он окончил уже после войны. Но в армии гвардии капитан Н. Т. Пуха прослужил недолго. В 1946 году по состоянию здоровья он уволился в запас. Окончив Краснодарскую краевую партийную школу, Николай Тимофеевич с 1959 по 1965 год работал председателем горисполкома города Славянска-на-Кубани Краснодарского края. Затем возглавлял экспериментальный тарный завод. Умер Николай Тимофеевич 1 июля 1989 года. Похоронен в Славянске-на-Кубани.

## Награды
- Медаль «Золотая Звезда» (24.03.1945);
- орден Ленина (24.03.1945);
- орден Октябрьской Революции;
- два ордена Отечественной войны 1-й степени (13.11.1943; 11.03.1985);
- орден Отечественной войны 2-й степени (07.09.1943);
- два ордена Красной Звезды (16.08.1942; 08.02.1943);
- медали, в том числе:
  - медаль «За оборону Сталинграда».

## Память
- Бюст Героя Советского Союза Н. Т. Пухи установлен в городе Тимашёвске Краснодарского края.
- Именем Героя Советского Союза Н. Т. Пухи названа улица в городе Славянск-на Кубани.
- Имя Героя Советского Союза Н. Т. Пухи увековечено на Аллее Героев в парке города Славянск-на Кубани.

## Документы
- Общедоступный электронный банк документов «Подвиг Народа в Великой Отечественной войне 1941—1945 гг.» Архивировано 13 марта 2012 года.

Орден Отечественной войны 1-й степени (наградной лист и приказ о награждении от 13.11.1943). Архивировано 5 сентября 2013 года.
Орден Отечественной войны 1-й степени (информация из карточки награждённого к 40-летию Победы). Архивировано 5 сентября 2013 года.
Орден Отечественной войны 2-й степени (наградной лист и приказ о награждении). Архивировано 5 сентября 2013 года.
Орден Красной Звезды ((наградной лист и приказ о награждении от 16.08.1942). Архивировано 5 сентября 2013 года.